# Die Saat des Teufels
Die Saat des Teufels ist ein italienischer Splatterfilm von den Regisseuren Giovanni Simonelli und Lucio Fulci aus dem Jahr 1990.

## Handlung
Die Geschwister Hansel und Gretel werden entführt. Ihr Stiefvater hatte sie an Organhändler verkauft. Die Kinder werden getötet, und ihre Organe transplantiert.
Ein Kommissar ist bereits den Drahtziehern der Kindesentführer auf der Spur. Denn es sind noch viel mehr Kinder entführt worden. Noch fehlen dem Kommissar aber die Beweise, um die Drahtzieher verhaften zu können.
Nachdem die Kinder beerdigt worden sind, tauchen ihre Geister aus dem Grab wieder auf. Zunächst erscheinen die Geister der Kinder ihrem Stiefvater. Dieser wird von einer Dreschmaschine zermalmt. Danach tauchen die Kinder bei der Drahtzieherin der Entführung auf. Diese ertrinkt in ihrem Swimmingpool. Es ist dieselbe Frau, die der Kommissar bereits in Verdacht hatte.
So viele tödliche Unfälle alarmieren den Kommissar. Er schickt eine Inspektorin auf das Landgut der Frau. Doch es sterben immer mehr Leute auf dem Landgut. Denn alle wussten um den Kinderhandel.
Die Geisterkinder erscheinen auch der Inspektorin und erklären, dass sie nicht für die Toten verantwortlich sind. Sie können aber erst in Frieden ruhen, wenn ihr Mord gerächt ist. Und so gehen die Unfälle, die stets mit dem Auftauchen der Geisterkinder verbunden sind weiter, bis auch der letzte Schuldige gestorben ist. Danach kehren die Geisterkinder wieder in ihr Grab zurück.